# Gočaltovo
Gočaltovo este o comună slovacă, aflată în districtul Rožňava din regiunea Košice. Localitatea se află la altitudinea de 373 m deasupra n.m., se întinde pe o suprafață de 10,68 km2 și în 2017 număra 235 de locuitori.

## Istoric
Localitatea Gočaltovo este atestată documentar din 1318.

## Demografie
| An:                | 1994 | 2004   | 2014   | 2024    |
| ------------------ | ---- | ------ | ------ | ------- |
| Număr de persoane: | 270  | 249    | 246    | 209     |
| Diferență:         |      | −7,77% | −1,20% | −15,04% |

| An:                | 2023 | 2024   |
| ------------------ | ---- | ------ |
| Număr de persoane: | 218  | 209    |
| Diferență:         |      | −4,12% |